# Хольмебоен
Хольмебоен (норв. Holmebåen) — шхера, входящая в группу шхер Стейнсёйна (норв. Steinsøyna), лежащих приблизительно в полукилометре к западу от маяка на шхерах Утвер (норв. Utvær) и приблизительно в 7,5 км к западу от острова Итре Сула (норв. Ytre Sula), на границе Норвежского и Северного морей близ юго-западного побережья Норвегии. Хольмебоен является самой западной точкой Скандинавии (в узком смысле, без учёта Исландии, острова Ян Майен и Фарерских островов).

## Описание
Хольмебоен является одной из скалистых шхер Стейнсёйна, расположенных к западу от острова Итре Сула (известного также под названием Хусё (норв. Husøy)). Шхера имеет вытянутую форму и имеет около 200 м в длину и 50 м в ширину. Административно является частью коммуны Сулунн (фюльке Согн-ог-Фьюране), расположенной на архипелаге Сулунн у входа во фьорд Согне-фьорд, на юго-западном побережье Норвегии.